# Li Ya
Dans ce nom chinois, le nom de famille, Li, précède le nom personnel.
Pour les articles homonymes, voir Li.
Li Ya est une gymnaste chinoise, née le 13 juin 1988 à Bengbu, dans la province du Anhui.

## Biographie
Blessée en 2005, elle n'a pas été sélectionnée pour les Championnats du monde à Melbourne.
Elle a annoncé sa retraite sportive en 2008.

## Palmarès

### Jeux olympiques
- Athènes 2004
  - 5e aux barres asymétriques
  - 7e à la poutre
  - 7e au concours général par équipes

### Championnats du monde
- Anaheim 2003
  - 4e à la poutre
  - 4e au concours général par équipes

- Aarhus 2006
  -  médaille d'or au concours général par équipes

### Coupe du monde
- Coupe du monde à Gand 2004
  -  médaille d'or aux barres asymétriques
  - 4e à la poutre

- Coupe du monde à Glasgow 2004
  -  médaille d'or aux barres asymétriques
  -  médaille de bronze à la poutre

- Coupe du monde à Birmingham 2004
  -  médaille d'argent à la poutre
  -  médaille de bronze aux barres asymétriques

- Coupe du monde à Cottbus 2006
  -  médaille d'or aux barres asymétriques
  - 4e à la poutre

- Coupe du monde à Gand 2006
  -  médaille d'or aux barres asymétriques

- Coupe du monde à Shanghaï 2006
  -  médaille d'argent à la poutre

- Coupe du monde à São Paulo 2006
  -  médaille d'or à la poutre
  -  médaille d'argent aux barres asymétriques

- Coupe du monde à Maribor 2007
  -  médaille d'or aux barres asymétriques
  -  médaille d'argent à la poutre